# Milan Petržela
Milan Petržela (Prága, Csehszlovákia, 1983. június 19. –) cseh labdarúgó, aki jelenleg az FC Augsburgban játszik szélsőként. A cseh válogatott tagjaként ott volt a 2012-es Európa-bajnokságon.

## Pályafutása
Petržela 2001-ben, az FK Drnovicében kezdte meg profi pályafutását, a cseh élvonalban 2003-ban próbálhatta ki magát először, amikor leigazolta az 1. FC Slovácko. 2006-ban leigazolta a Sparta Praha, de ott nem tudott állandó helyet kiharcolni magának a kezdőben, ezért kölcsönadták az FK Jablonecnek. 2007-ben a Viktoria Plzeňhez került, ahol 2010-ben megnyerte a Cseh Kupát és a bajnokságot. 2012. június 30-án a német Augsburg játékosa lett, hároméves szerződést írt alá a klubbal.

### A válogatottban
Petržela 2010-ben mutatkozott be a cseh válogatottban. A nemzeti csapat tagjaként ott volt a 2012-es Eb-n.

## Sikerei, díjai

### Viktoria Plzeň
- Cseh kupagyőztes: 2010
- Cseh bajnok: 2010/11

## Fordítás
- Ez a szócikk részben vagy egészben  a   Milan Petržela című angol Wikipédia-szócikk fordításán alapul.  Az eredeti cikk szerkesztőit annak laptörténete sorolja fel. Ez a jelzés csupán a megfogalmazás eredetét és a szerzői jogokat jelzi, nem szolgál a cikkben szereplő információk forrásmegjelöléseként.

## Külső hivatkozások
- Milan Petržela válogatottbeli statisztikái
- Milan Petržela adatlapja az iDNES.cz-n
- Milan Petržela adatlapja az Augsburg honlapján[halott link]